# Ludolf von Alvensleben
Ludolf-Hermann Emmanuel Georg Kurt Werner von Alvensleben (17. marts 1901, Halle i Nordrhein-Westfalen i Tyskland – 17. marts 1970, Santa Rosa de Calamuchita, Córdoba i Argentina) var nazi-embedsmand med rang af SS-Gruppenführer og Major General af politiet (1943).
Han flygtede i 1946 med familien til Argentina. I 1952 fik han argentinsk statsborgerskab. Münchens distriktsdomstol udsendte i 1964 en arrestordre mod Alvensleben, men den var virkningsløs. Alvensleben døde af lungekræft i 1970.